# Квинт Рубрий Варрон
Квинт Ру́брий Варро́н (лат. Quintus Rubrius Varro; II—I века до н. э.) — римский политический деятель и оратор, союзник Гая Мария. Некоторые антиковеды отождествляют его с народным трибуном 123 или 122 года до н. э. Рубрием, союзником Гая Семпрония Гракха и формальным автором закона о выведении римской колонии на место Карфагена.

## Биография
Римлянин по имени Квинт Рубрий Варрон упоминается только в одном источнике — в трактате Марка Туллия Цицерона «Брут, или О знаменитых ораторах». Цицерон называет его имя в числе ораторов, бывших современниками Луция Лициния Красса (140—91 годы до н. э.) и Марка Антония (143—87 годы до н. э.). Это был, по словам автора трактата, «обвинитель жестокий и беспощадный, но в своем роде красноречия большой мастер». В политике Варрон примкнул к Гаю Марию, попытавшемуся в 88 году до н. э. получить командование в Первой Митридатовой войне и распределить новых граждан по всем трибам. Враг Мария Луций Корнелий Сулла в ответ на это двинул свою армию на Рим; Марий и одиннадцать его приверженцев, включая Квинта Рубрия, были объявлены вне закона и бежали из города. Известно, что из этих двенадцати погиб только один — Публий Сульпиций, а остальным удалось спастись.
Некоторые исследователи отождествляют Варрона с народным трибуном Рубрием, который был коллегой Гая Семпрония Гракха в 123 или 122 году до н. э. и выдвинул от своего имени разработанную Гракхом законодательную инициативу о выведении колонии Юнония в Африку, на место разрушенного Карфагена.